# المصابيح (السدة)

تعديل مصدري - تعديل

المصابيح هي إحدى قرى عزلة بني الحارث بمديرية السدة التابعة لمحافظة إب، بلغ تعداد سكانها 384 نسمة حسب تعداد اليمن لعام 2004.